# George Paxton

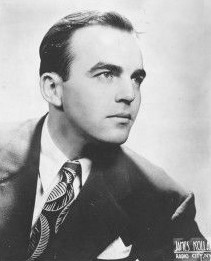

George Paxton (Jacksonville, circa 1914 - 19 april 1989) was een Amerikaanse jazz-saxofonist, bigband-leider, componist en arrangeur in de swing. Ook was hij muziekuitgever en de oprichter van een platenlabel, Coed Records.
Paxton leerde al vroeg saxofoon spelen, later studeerde hij aan Juilliard School. In 1933 vormde hij op highschool een groep met onder meer gitarist Tony Mottola en Herbie Haymer. Met Mottola en Haymer ging hij later naar New York. Hier werd hij aangenomen door bandleider Frank Dailey om arrangementen te schrijven. Eind jaren dertig ging hij spelen en arrangeren bij het orkest van George Hall. Hier werkte hij met onder andere pianist Johnny Guarnieri, drummer Nick Fatool en schoolvriend Mottola. Begin jaren veertig arrangeerde Paxton voor bijvoorbeeld Bunny Berigan, Bea Wain, Charlie Spivak en Ina Ray Hutton. In 1944 begon hij een eigen orkest, dat populair was in New York. Paxton speelde hier een jaar in Roseland Ballroom en sommige van de optredens werden uitgezonden op de radio. Met de groep toerde hij rond 1945 aan de oostkust, ook maakte de band in die tijd opnames voor verschillende platenlabels, waaronder Majestic Records en Guild. Musici in de band waren onder meer Boomie Richman, Doc Goldberg en Fatool, een van de vocalisten was Alan Dale. 
In 1949 werd Paxton de leider van de huisband van The Capitol Theater. Kort daarop begon hij een muziekuitgeverij. In 1958 richtte hij met Marvin Cane het platenlabel Coed Records op, dat in de jaren erna succesvol was met vooral doo-wop-platen. Hits waren er voor onder meer The Crests ("Sixteen Candles"), The Duprees ("You Belong to Me", "Why Don't You Believe Me"), The Harptones en Adam Wade. Veel uitgebrachte songs waren door Paxton geproduceerd, en zijn bigband-achtergrond kwam goed te pas bij enkele opnames van The Crests. 
In 1989 overleed Paxton, waarschijnlijk heeft hij zelfmoord gepleegd. 

## Discografie
- The Uncollected George Paxton & His Orchestra (1944-1945), Hindsight Records, 1982